# Premier Pas dans le grand monde
Premier Pas dans le grand monde (France) ou Scènes de la lutte des classes à Springfield (Québec) (Scenes from the Class Struggle in Springfield) est le 14e épisode de la saison 7 de la série télévisée d'animation Les Simpson.

## Synopsis
Abraham Simpson détruit la télévision. Les Simpson le déposent à la maison de retraite et en  profitent pour en acheter une à bon marché. Marge se rend dans un magasin de vêtements. Elle voit un véritable tailleur Chanel pour seulement 90 $ et décide de l'acheter. En sortant avec son tailleur, elle rencontre Evelyn, une ancienne camarade de classe. En voyant le look de Marge, celle-ci lui propose de rejoindre son club qui réunit des gens d'une classe sociale élevée où Marge fait la rencontre des amies d'Evelyn, Karine, Gillian, Elizabeth, Patricia, Roberta et Susan. Marge fait sensation au club mais ils ignorent tous qu'elle n'a pas beaucoup d'argent, et elle ne veut pas que ça se sache pour conserver ses nouvelles amies...

## Invité
- Tom Kite

## Première apparition
- Brandine Spuckler